# مارين ماي
مارين ماي (بالإنجليزية: Marin May)‏ هي ممثلة أمريكية، ولدت في 9 سبتمبر 1977.

## وصلات خارجية
- مارين ماي على موقع IMDb (الإنجليزية)
- مارين ماي على موقع قاعدة بيانات الفيلم (الإنجليزية)